# Macrodon
Macrodon är ett släkte av fiskar. Macrodon ingår i familjen havsgösfiskar.
Kladogram enligt Catalogue of Life:
| Macrodon | \| \| Macrodon ancylodon \| \| \| \| \| \| Macrodon mordax \| \| \| \| |
|          | \| \| Macrodon ancylodon \| \| \| \| \| \| Macrodon mordax \| \| \| \| |
|          | Macrodon ancylodon                                                     |
|          |                                                                        |
|          | Macrodon mordax                                                        |
|          |                                                                        |